# Judo op de Paralympische Zomerspelen 1996
Op de Xe Paralympische Spelen die in 1996 werden gehouden in het Amerikaanse Atlanta was judo een van de 19 sporten die werd beoefend.
Voor België en Nederland waren er geen judoka's aanwezig tijdens dit paralympische toernooi.

## Evenementen
Op de Spelen van 1996 stonden de volgende evenementen op het programma:
Mannen
- tot 60 kg
- tot 65 kg
- tot 71 kg
- tot 78 kg
- tot 86 kg
- tot 95 kg
- boven 95 kg

## Mannen
| Klasse      | land | Goud                     | land | Zilver               | land    | Brons                            |
| ----------- | ---- | ------------------------ | ---- | -------------------- | ------- | -------------------------------- |
| tot 60 kg   | TPE  | Ching Chung Lee          | JPN  | Nobuhiro Kanki       | KOR RUS | Il Keun Kim Veniamin Mitchourine |
| tot 65 kg   | JPN  | Satoshi Fujimoto         | RUS  | Akhmed Gazemagomedov | USA FRA | Marlon Lopez Cyril Morel         |
| tot 71 kg   | JPN  | Takio Ushikubo           | FRA  | Gerald Rollo         | USA CHN | Stephan Moore Baoji Cui          |
| tot 78 kg   | GBR  | Simon Jackson            | ARG  | Fabian Ramirez       | ESP LTU | Eugenio Santana Jonas Stoskus    |
| tot 86 kg   | BRA  | Antonio Tenorio Da Silva | ESP  | Francisco Boedo      | KOR GBR | Yu Sung An Ian Rose              |
| tot 95 kg   | AUS  | Anthony Clarke           | CHN  | Run Ming Men         | USA GBR | James Mastro Terence Powell      |
| boven 95 kg | AUT  | Walter Hanl              | USA  | Kevin Szott          | JPN FRA | Osamu Takagaki Eric Censier      |

Atletiek · Bankdrukken · Basketbal · Boogschieten · Boccia · CP-voetbal · Goalball · Judo · Koersbal · Paardensport · Schermen · Schietsport · Tafeltennis · Tennis · Volleybal · Wielersport · Zeilen · Zwemmen
Seoel 1988 ·
Barcelona 1992 ·
Atlanta 1996 ·
Sydney 2000 ·
Athene 2004 ·
Peking 2008 ·
Londen 2012 ·
Rio de Janeiro 2016 ·
Tokio 2020 ·
Parijs 2024 ·
Los Angeles 2028